# Cosaques du Danube
Pour les articles homonymes, voir Armée du Danube (homonymie).

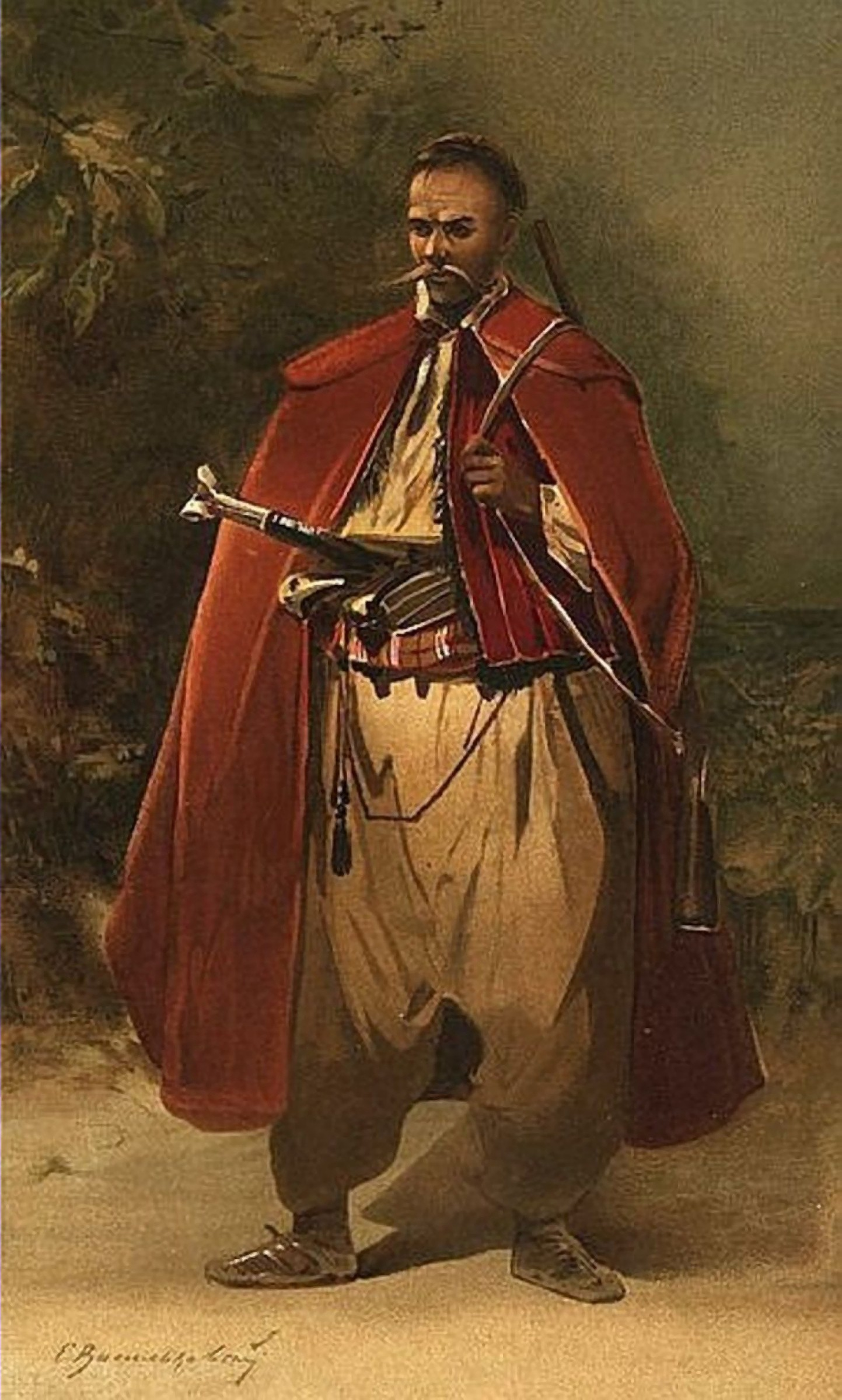
Cosaque du Danube, tableau de Sergueï Vassilkovski.

L’armée des cosaques du Danube (ukrainien : Дунайське козаче військо; russe : Дунайское Казачье Войско) est une armée cosaque de l’empire russe formée en 1828 dans le sud-est du gouvernement de Bessarabie à la veille de la guerre russo-turque de 1828-1829, sur ordre de Nicolas Ier, à partir de descendants des cosaques zaporogues.

## Histoire

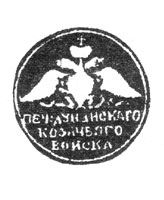
Sceau de l’armée des Cosaques du Danube.

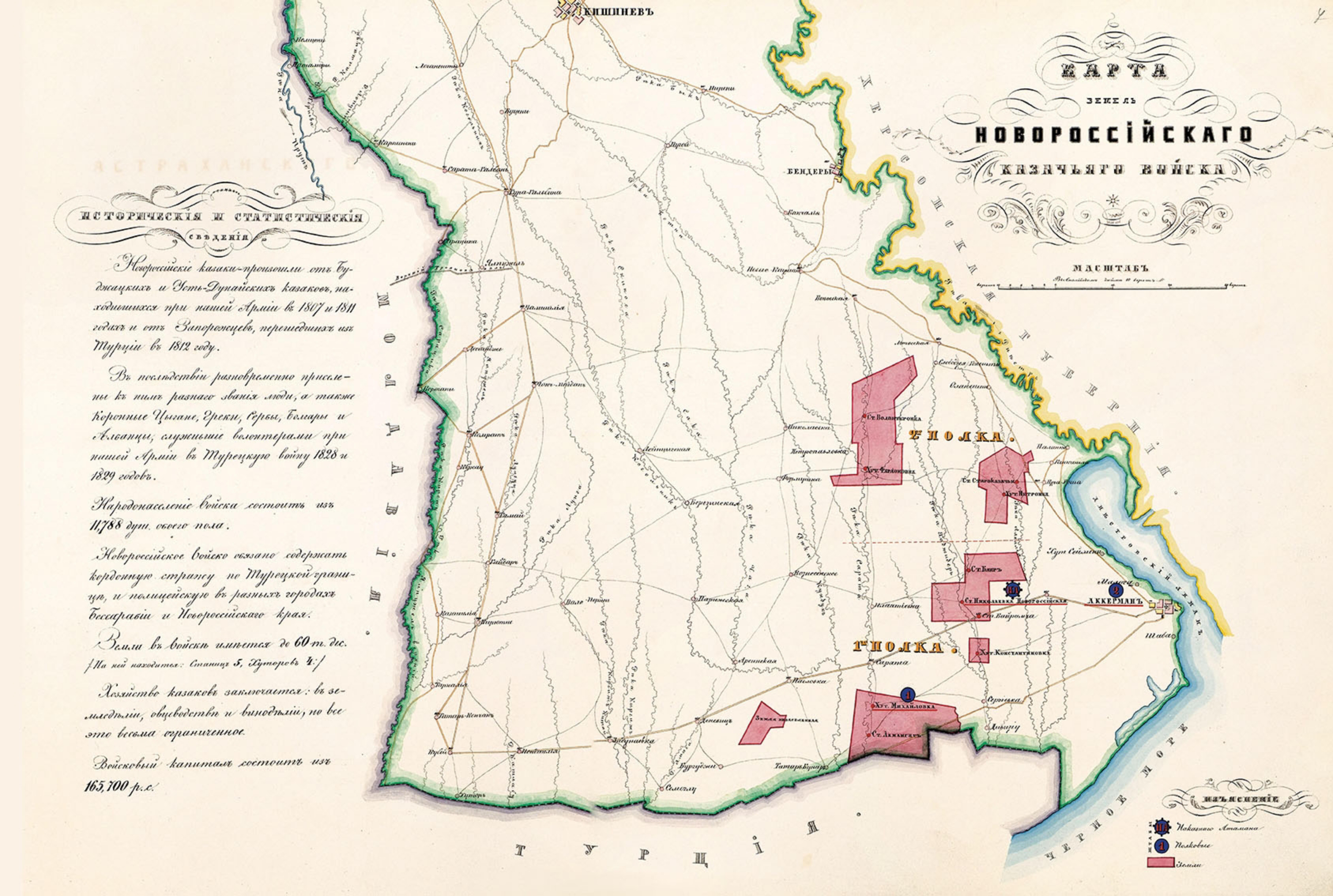
Territoires des cosaques de Bessarabie en 1858.

Durant la guerre russo-turque de 1806-1812, une armée cosaque « du Bas-Danube et du Boudjak » avait déjà été créée en 1807 dans cette région alors encore ottomane, mais elle fut rapidement dissoute.
En 1828 deux régiments de cosaques du Danube au service de l’armée impériale russe sont créés : un régiment d’infanterie et un de cavalerie.
Après la guerre russo-turque de 1828-1829, les cosaques furent chargés de garder les frontières des gouvernements de Kherson et Bessarabie. Les soldats de l’armée des cosaques du Danube reçurent des terres et furent établis dans plusieurs villages du Boudjak d’où avaient été, en 1812, à la suite du traité de Bucarest, chassés les Tatars locaux (vers la Dobrogée restée ottomane). Les deux plus importants furent Nikolaïevka-Novorossiïskaïa et Staro-Kazatch. Les chevaux des Tatars, gardés par des Roms, des Moldaves ou des Gagaouzes, leur furent également remis. Le quartier général de cette armée cosaque se trouvait à Akkerman. Durant la Guerre de Crimée les cosaques du Danube participèrent, avec le soutien de leurs fusées d’artillerie, à la prise des villes de Tulcea, Isaccea et Măcin en Dobrogée, empêchant ainsi l’armée ottomane de franchir le Danube. Au traité de Paris de 1856 la Russie est contrainte de céder le sud-ouest du Boudjak à la Moldavie et l’armée cosaque doit se retirer vers l’est : elle est alors renommée armée cosaque de Nouvelle Russie (en russe : Новороссийское Казачье Войско).
En 1868 l’armée est dissoute dans le cadre des réformes administratives d’Alexandre II. Les cosaques ont le choix entre continuer à servir sur la frontière sous administration civile, ou bien intégrer l'armée régulière. Comme beaucoup avaient pris de l’âge, la plupart sont devenus fermiers.
Devenus citoyens roumains en 1918, catalogués comme « koulaks » en 1940 par les autorités soviétiques, la plupart de leurs descendants, bien que Russes, furent déportés vers le Kazakhstan et remplacés par des kolkhoziens ukrainiens.

## Uniformes
L’uniforme des cosaques du Danube était celui des cosaques du Don, à la différence que les éléments bleus du Don sont remplacés par du rouge.